# Koromiléa (ort i Grekland)
Koromiléa (Koromilea) är en ort i Grekland.   Den ligger i prefekturen Fthiotis och regionen Grekiska fastlandet, i den centrala delen av landet, 170 km nordväst om huvudstaden Aten. Koromiléa ligger 523 meter över havet och antalet invånare är 232.
Terrängen runt Koromiléa är kuperad åt sydväst, men åt nordost är den platt. Runt Koromiléa är det ganska tätbefolkat, med 155 invånare per kvadratkilometer. Närmaste större samhälle är Lamia, 19,7 km sydost om Koromiléa. == Kommentarer ==
1. ↑  Framräknat ur variansen i alla höjduppgifter (DEM 3") från Viewfinder Panoramas, inom 10 km radie.[2] Mer om algoritmen finns här: Användare:Lsjbot/Algoritmer.